# Praying for Time
Praying For Time is een nummer van de Britse zanger George Michael. Het is de eerste single van zijn tweede solo-album Listen Without Prejudice volume 1.

## Achtergrondinformatie
Praying for Time was George Michaels eerste single sinds twee jaar. In de tussentijd nam hij wel Heaven Help Me op, een samenwerking met Deon Estus, de bassist van Wham!.
Het nummer is een donkere en sombere reflectie op onrechtvaardigheid. 
In de Verenigde Staten kwam het nummer op de eerste plaats terecht. 
In het nummer wordt een echo gebruikt om de zonnige stem van Michael wat donkerder te maken. Om dezelfde reden wordt de melodie in een lowkey gezongen. Het was Michaels eerste nummer met politieke motivatie.
Dit nummer is geschreven in 1990.
20 jaar later zong hij dit nummer in "The Royal Albert Hall" met aangepaste tekst om zijn frustratie nogmaals te onderstrepen:
I sang 20 years and a day,
But nothings changed ,
The human race has found some other god
And walked him to the place
In Nederland behaalde Praying For Time de tiende plaats in de Nederlandse Top 40. Het was de eerste van vier singles die werden uitgebracht van Listen Without Prejudice.

## Videoclip
Aangezien George Michael weigerde te verschijnen in de videoclips die het album moesten ondersteunen, werd een videoclip voor Praying For Time uitgebracht waarin alleen de woorden van het nummer te zien zijn op een blauw zwarte achtergrond. Aan het einde van de clip blijkt dit de afbeelding te zijn die op de cover van het album staat.

## Hitnotering
| Praying For Time in de Nederlandse Top 40 - binnen: 1 september 1990 | Praying For Time in de Nederlandse Top 40 - binnen: 1 september 1990 | Praying For Time in de Nederlandse Top 40 - binnen: 1 september 1990 | Praying For Time in de Nederlandse Top 40 - binnen: 1 september 1990 | Praying For Time in de Nederlandse Top 40 - binnen: 1 september 1990 | Praying For Time in de Nederlandse Top 40 - binnen: 1 september 1990 | Praying For Time in de Nederlandse Top 40 - binnen: 1 september 1990 | Praying For Time in de Nederlandse Top 40 - binnen: 1 september 1990 | Praying For Time in de Nederlandse Top 40 - binnen: 1 september 1990 |
| Week                                                                 | 1                                                                    | 2                                                                    | 3                                                                    | 4                                                                    | 5                                                                    | 6                                                                    | 7                                                                    | 8                                                                    |
| -------------------------------------------------------------------- | -------------------------------------------------------------------- | -------------------------------------------------------------------- | -------------------------------------------------------------------- | -------------------------------------------------------------------- | -------------------------------------------------------------------- | -------------------------------------------------------------------- | -------------------------------------------------------------------- | -------------------------------------------------------------------- |
| Nummer                                                               | 21                                                                   | 12                                                                   | 10                                                                   | 10                                                                   | 10                                                                   | 19                                                                   | 28                                                                   | uit                                                                  |

### NPO Radio 2 Top 2000
| Nummer met noteringen in de NPO Radio 2 Top 2000 | '17  | '18  | '19  | '20  | '21  | '22  | '23  | '24 |
| ------------------------------------------------ | ---- | ---- | ---- | ---- | ---- | ---- | ---- | --- |
| Praying for Time                                 | 1105 | 1315 | 1222 | 1130 | 1163 | 1097 | 1017 | 959 |

1. ↑  Een vetgedrukt getal geeft de hoogste notering aan.
2. ↑  2017 was het eerste jaar met een notering voor dit nummer.

## Tracklist

### 7": Epic
1. "Praying for Time" - 4:40
2. "If You Were My Woman" (live) - 4:05

### CD: Epic
1. "Praying for Time" - 4:40
2. "If You Were My Woman" (live) - 4:05
3. "Waiting" (reprise) - 2:27